# Донской, Сергей Ефимович
Сергей Ефимович Донской (род. 13 октября 1968, Электросталь, Московская область, РСФСР, СССР) — российский политик. 
Министр природных ресурсов и экологии Российской Федерации (с 21 мая 2012 по 18 мая 2018 года). Действительный государственный советник 2-го класса.

## Образование
- 1992 — Государственная академия нефти и газа им. Губкина, специальность «автоматика и телемеханика».

## Карьера
- 1992—1993 — инженер лаборатории микропроцессорных автоматизированных систем «Газприборавтоматики».
- 1993 — брокер в компаниях «Ваши ценные бумаги», «Инвестиционная — промышленная компания „СИНТ“».
- 1995—1996 — начальник отдела инструментов денежного рынка инвестиционной фирмы «СИНТ».
- 1996—1998 — аналитик в департаменте анализа и маркетинга ЗАО «Према-Инвест».
- 1999—2000 — в Министерстве топлива и энергетики Российской Федерации: советник, заместитель начальника отдела, глава отдела Департамента по подготовке и реализации соглашений о разделе продукции.
- 2000 — в финансовом департаменте ОАО «Лукойл».
- 2001—2005 — начальник отдела в ОАО «Зарубежнефть».
- 2005—2008 — директор Департамента экономики и финансов Министерства природы Российской Федерации.
- 2 июля 2008 года назначен заместителем Министра природных ресурсов Российской Федерации.
- 27 июля 2011 года распоряжением Председателя Правительства Российской Федерации назначен генеральным директором государственного холдинга ОАО «Росгеология».
- 21 мая 2012 года — 12 мая 2018 года — Министр природных ресурсов и экологии Российской Федерации.

## Критика
Летом 2017 года Transparency International обвинила министра в конфликте интересов: жена и тёща Сергея Донского входят в число учредителей центра «Твоя природа», который является партнёром министерства и пользуется поддержкой госорганов и компании Новатэк (получающей от министерства лицензии и льготы как добытчик полезных ископаемых).

## Семья
Женат, воспитывает троих сыновей.

## Награды
- орден «За верность долгу» (Крым) (8 октября 2016 года)[2];